# Сивоглав орел рибар
Сивоглавият орел рибар (Haliaeetus ichthyaetus) е вид птица от семейство Ястребови (Accipitridae). Видът е почти застрашен от изчезване.

## Разпространение
Видът е разпространен в Бангладеш, Бруней, Виетнам, Индия, Индонезия, Камбоджа, Лаос, Малайзия, Мианмар, Непал, Сингапур, Тайланд, Филипините и Шри Ланка.